# 阿卢奥纳河

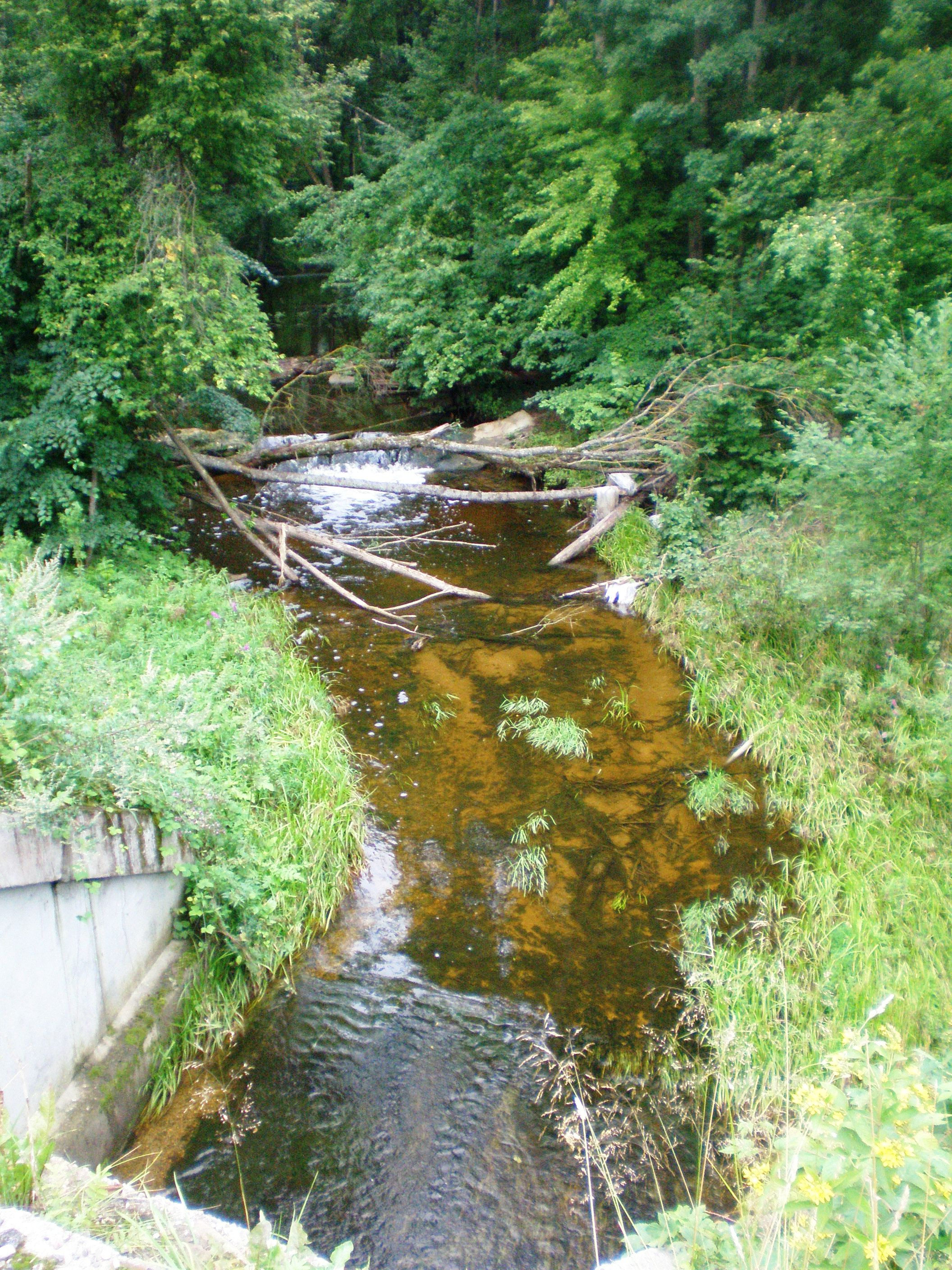

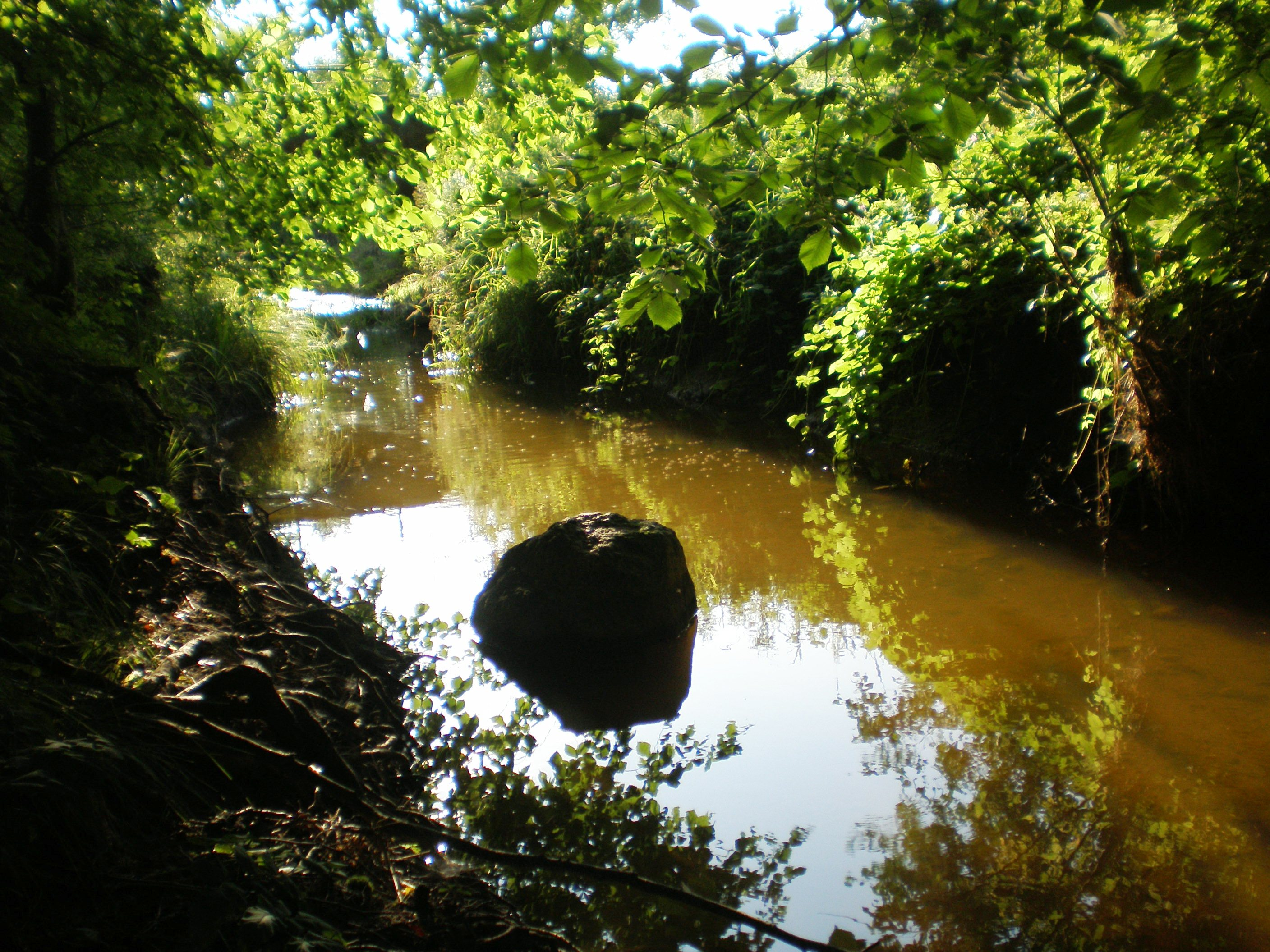

阿卢奥纳河是立陶宛的一條河流。其河流總長為29.7公里，流域面積為123.3平方公里。其為內韋日斯河的右支流，發源地接近德拉特卡尼斯。